# Dschinghis Khan

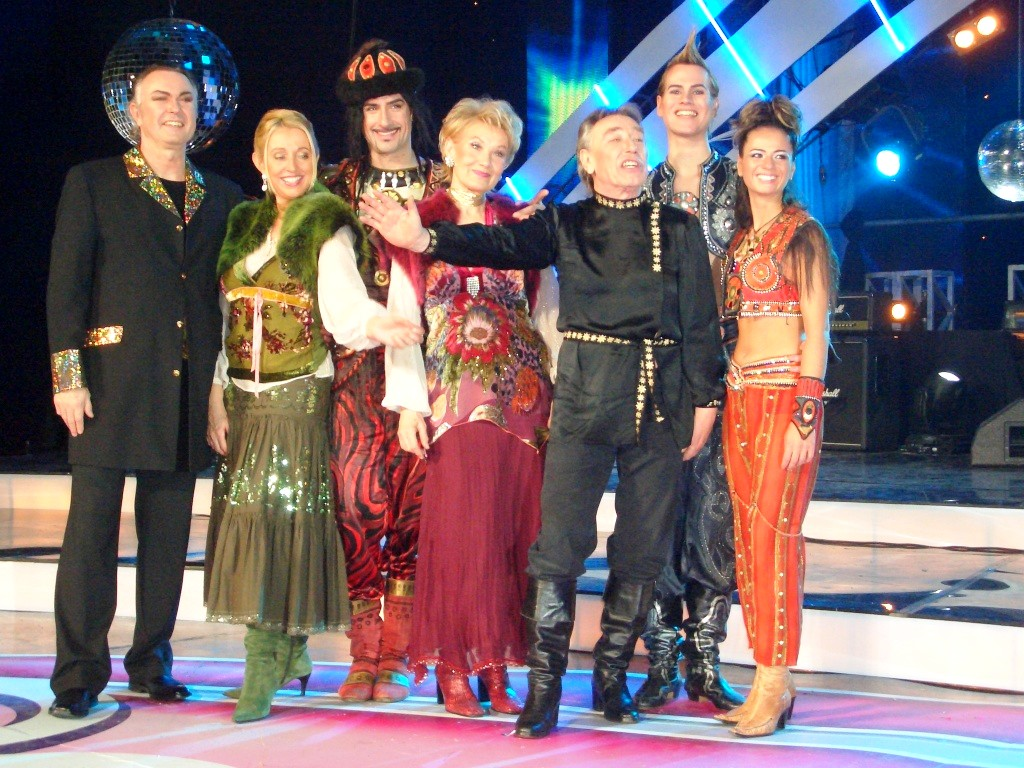
2005: Wolfgang Heichel, Henriette Strobel, Stefan Track, Edina Pop, Steve Bender, Daniel Käsling, Ebru Kaya

Dschinghis Khan (obecnie także jako The Legacy of Dschinghis Khan) – niemiecki zespół muzyczny powstały pod koniec lat 70. Powstał z inspiracji niemieckiego duetu kompozytorów muzyki pop: Ralpha Siegela oraz Bernda Meinungera. W 1979 zespół wystąpił w Konkursie Piosenki Eurowizji, z piosenką Dschinghis Khan, która zajęła 4. miejsce. To wystarczyło do zdobycia dużej popularności w Niemczech, Związku Radzieckim oraz Japonii. Potwierdzano ją kolejnymi singlami i płytami długogrającymi.
Muzyka zespołu nawiązuje do popularnego na przełomie lat 70. i 80. nurtu disco. W piosenkach pojawiały się często egzotyczne z niemieckiego punktu widzenia motywy:
- mongolskie okrzyki („Dschinghis Khan”)
- rosyjskie melodie oraz rytm kazaczoka („Moskau”)
- stylizacja na meksykańską balladę („Pistolero”)

Koncerty i teledyski Dschinghis Khan podkreśla scenografia oraz oryginalny wygląd i ubiór tancerzy. Niektórzy są ubrani w stylistyce mongolskiej, inni w kombinezony dające im wygląd postaci z filmu Star Trek. Nazwa grupy jest niemiecką odmianą nazwiska mongolskiego władcy, Czyngis-chana.
Zespół rozpadł się w połowie lat 80. Reaktywacja nastąpiła w 2005, bez dwóch członków: Louisa Potgietera, zmarłego 12 listopada 1994 na AIDS, oraz Lesliego Mandokiego, prowadzącego karierę solową. Rok po reaktywacji, 7 maja 2006, Steve Bender zmarł na raka.
Zespół po reaktywacji koncertuje zamiennie pod nazwą „The Legacy of Dschinghis Khan”. Większość zespołu stanowią młodzi tancerze, wspierani przez trójkę oryginalnych członków zespołu: Henriettę i Wolfganga Heichelów oraz Edinę Pop.

## Skład

### Skład „Dschinghis Khan”
- Steve Bender(inne języki) (ur. 2 listopada 1946 w Moguncji, zm. 7 maja 2006 w Monachium)
- Henriette Heichel (ur. 13 listopada 1953 w Amstelveen)
- Wolfgang Heichel(inne języki) (ur. 4 listopada 1951 w Miśni)
- Leslie Mandoki(inne języki) (ur. 7 stycznia 1953 w Budapeszcie)
- Edina Pop(inne języki) (ur. 4 lutego 1941 jako Maria Kesmarky w Budapeszcie)
- Louis Hendrik Potgieter (ur. 4 kwietnia 1951 w Pretorii, zm. 12 listopada 1994 w Kapsztadzie)

Kompozytorzy:
- Ralph Siegel
- Bernd Meinunger(inne języki)

### Skład „The Legacy of Dschinghis Khan”
- Henriette Heichel
- Wolfgang Heichel
- Edina Pop
- Steve Bender (do śmierci)

Pierwotni członkowie są wspierani przez członków Abraxas Musical Akademie z Monachium, w składzie:
- Claus Kupreit
- Angelika Erlacher
- Läm Phetnoi
- Johannes Kupreit (do śmierci)
- Jan Großfeld

Choć zespół jest pochodzenia niemieckiego i większość piosenek wykonuje w języku niemieckim, to tylko dwóch jego pierwotnych członków: Steve Bender i Wolfgang Heichel pochodziło z Niemiec, dwoje natomiast z Węgier, po jednym z Holandii i RPA.

## Dyskografia

### Płyty długogrające
- Dschinghis Khan (1979)
- Rom (1980), w tym samym roku reedycja jako Viva
- Wir sitzen alle im selben Boot (1981)
- Helden, Schurken & der Dudelmoser (1982)
- Corrida (1983)
- Die Großen Erfolge (1999)

### Single (wybór)
- Dschinghis Khan(inne języki) (1979)
- Moskau (1979)
- Hadschi Halef Omar (1979)
- Rom (1980)
- Pistolero (1981)
- Loreley (1981)
- Wir sitzen alle im selben Boot (1981)
- Klabautermann (1982)
- Der Dudelmoser (1982)
- Himalaja (1983)
- Olé Olé (1984)
- Mexiko (1985)